# Demis Hassabis
Demis Hassabis CBE FRS FREng FRSA (Londres, 27 de julho de 1976) é um pesquisador de inteligência artificial, neurocientista, designer de videogames e empresário britânico. Em 2017, apareceu na lista de 100 pessoas mais influentes do ano pela Time.
Hassabis foi laureado com o Prêmio Nobel de Química de 2024, juntamente com John M. Jumper, "pela previsão da estrutura de proteínas". Ele também recebeu o Prêmio Breakthrough em Ciências da Vida em 2023.

## Carreira e pesquisa

### Lionhead
Após se formar em Cambridge, Hassabis trabalhou no Lionhead Studios. O designer de jogos Peter Molyneux, com quem Hassabis havia trabalhado na Bullfrog Productions, tinha recentemente fundado a empresa. Na Lionhead, Hassabis trabalhou como programador-chefe de IA no jogo de 2001 jogo Black & White.

### Elixir Studios
Hassabis deixou a Lionhead em 1998 para fundar a Elixir Studios, uma desenvolvedora independente de jogos sediada em Londres, assinando acordos de publicação com Eidos Interactive, Vivendi Universal e Microsoft. Além de gerenciar a empresa, Hassabis atuou como designer executivo dos jogos indicados ao BAFTA Republic: The Revolution e Evil Genius.
O lançamento do primeiro jogo da Elixir, Republic: The Revolution, um jogo de simulação política altamente ambicioso e incomum, foi atrasado devido ao seu escopo enorme, que envolvia uma simulação de IA do funcionamento de um país fictício inteiro. O jogo final foi reduzido de sua visão original e recebido com críticas mornas, recebendo uma pontuação de 62/100 no Metacritic. Evil Genius, um simulador irônico de vilão de James Bond, teve um desempenho muito melhor com uma pontuação de 75/100. Em abril de 2005, os direitos de propriedade intelectual e tecnologia foram vendidos para vários editores e o estúdio foi fechado.

### Pesquisa em neurociência na University College London
Após a Elixir Studios, Hassabis voltou à academia para obter seu PhD em neurociência cognitiva pela University College London (UCL) em 2009, supervisionado por Eleanor Maguire. Ele buscou encontrar inspiração no cérebro humano para novos algoritmos de IA.
Ele continuou sua pesquisa em neurociência e inteligência artificial como cientista visitante tanto no Massachusetts Institute of Technology (MIT), no laboratório de Tomaso Poggio, quanto na Harvard University, antes de obter uma bolsa de pesquisa Henry Wellcome no Gatsby Computational Neuroscience Unit da UCL em 2009, trabalhando com Peter Dayan.
Trabalhando nos campos de imaginação, memória e amnésia, ele coautorou vários artigos influentes publicados nas revistas Nature, Science, Neuron e PNAS. Seu primeiro trabalho acadêmico, publicado no PNAS, foi um artigo inovador que mostrou sistematicamente, pela primeira vez, que pacientes com danos no hipocampo, conhecidos por causar amnésia, também eram incapazes de imaginar novas experiências. A descoberta estabeleceu uma ligação entre o processo construtivo da imaginação e o processo reconstrutivo da lembrança da memória episódica. Com base nesse trabalho e em um estudo subsequente de imagem por ressonância magnética funcional (fMRI), Hassabis desenvolveu um novo modelo teórico do sistema de memória episódica, identificando a construção de cenas, a geração e manutenção online de uma cena complexa e coerente, como um processo-chave subjacente tanto à lembrança de memórias quanto à imaginação. Este trabalho recebeu ampla cobertura na mídia mainstream e foi listado entre os 10 maiores avanços científicos do ano pela revista Science. Ele mais tarde generalizou essas ideias para avançar a noção de um 'motor de simulação da mente', cujo papel seria imaginar eventos e cenários para ajudar em um melhor planejamento.

### DeepMind
Hassabis é o CEO e cofundador da DeepMind, uma startup de aprendizado de máquina e IA fundada em Londres em 2010 com Shane Legg e Mustafa Suleyman. Hassabis conheceu Legg quando ambos eram pesquisadores pós-doutorais na Gatsby Computational Neuroscience Unit, e ele e Suleyman eram amigos por meio de suas famílias. Hassabis também recrutou seu amigo da universidade e parceiro da Elixir David Silver.
A missão da DeepMind é "resolver a inteligência" e depois usar a inteligência "para resolver todo o resto". Mais concretamente, a DeepMind busca combinar insights da neurociência de sistemas com novos desenvolvimentos em aprendizado de máquina e hardware de computação para desbloquear algoritmos de aprendizado cada vez mais poderosos e de uso geral, trabalhando em direção à criação de uma inteligência artificial geral (AGI). A empresa se concentrou em treinar algoritmos de aprendizado para dominar jogos e, em dezembro de 2013, anunciou um avanço pioneiro ao treinar um algoritmo chamado Deep Q-Network (DQN) para jogar jogos do Atari em um nível sobre-humano, usando apenas os pixels brutos da tela como entradas.
Os primeiros investidores da DeepMind incluíram vários empreendedores de tecnologia de destaque. Em 2014, o Google comprou a DeepMind por £400 milhões. Embora a maior parte da empresa tenha permanecido uma entidade independente sediada em Londres, a DeepMind Health foi desde então diretamente incorporada ao Google Health.
Desde a aquisição pela Google, a empresa acumulou uma série de realizações significativas, sendo talvez a mais notável a criação do AlphaGo, um programa que derrotou o campeão mundial Lee Sedol no complexo jogo de Go. O Go era considerado um santo graal da IA, devido ao seu grande número de posições possíveis no tabuleiro e à resistência às técnicas de programação existentes. No entanto, AlphaGo derrotou o campeão europeu Fan Hui por 5–0 em outubro de 2015, antes de vencer Lee Sedol por 4–1 em março de 2016.
Outras realizações da DeepMind incluem a criação de uma Máquina de Turing Neural, redução do consumo de energia dos sistemas de refrigeração dos data centers do Google em 40%, avanços em pesquisas sobre segurança em IA, e a criação de uma parceria com o National Health Service (NHS) do Reino Unido e o Moorfields Eye Hospital para melhorar o serviço médico e identificar o início de condições degenerativas dos olhos.
Mais recentemente, a DeepMind direcionou sua inteligência artificial para o enovelamento de proteínas, um grande desafio de 50 anos na ciência, para prever a estrutura 3D de uma proteína a partir de sua sequência de aminoácidos 1D. Esse é um problema importante na biologia, pois as proteínas são essenciais para a vida e quase todas as funções biológicas dependem delas, sendo a função de uma proteína geralmente relacionada à sua estrutura. Em dezembro de 2018, a ferramenta AlphaFold da DeepMind venceu a 13ª Critical Assessment of Techniques for Protein Structure Prediction (CASP) ao prever com precisão a estrutura mais precisa de 25 das 43 proteínas avaliadas. "Este é um projeto farol, nosso primeiro grande investimento em termos de pessoas e recursos em um problema científico fundamental e muito importante do mundo real", disse Hassabis ao The Guardian. Em novembro de 2020, a DeepMind novamente anunciou resultados excepcionais na edição CASP14 da competição, com uma pontuação mediana de global distance test (GDT) de 87,0 em alvos proteicos da categoria de modelagem livre, muito superior aos resultados de 2018, que tiveram um GDT mediano < 60, e um erro geral menor que a largura de um átomo, tornando-o competitivo com métodos experimentais.
A DeepMind também foi responsável por avanços técnicos em aprendizado de máquina, tendo produzido vários artigos premiados. Em particular, a empresa fez avanços significativos em aprendizado profundo e aprendizado por reforço, e foi pioneira no campo do aprendizado profundo por reforço, que combina esses dois métodos. Hassabis previu que a inteligência artificial será "uma das tecnologias mais benéficas para a humanidade de todos os tempos", mas reconhece que questões éticas significativas permanecem.
Em 2023, Hassabis assinou uma declaração afirmando que "Mitigar o risco de extinção causado pela IA deve ser uma prioridade global, ao lado de outros riscos de escala social, como pandemias e guerras nucleares". Ele considera, no entanto, que uma pausa no progresso da IA seria muito difícil de ser aplicada mundialmente e que os benefícios potenciais (por exemplo, para a saúde e no combate às mudanças climáticas) justificam continuar. Ele disse que há uma necessidade urgente de pesquisas sobre testes de avaliação que mensurem o quão capazes e controláveis são os novos modelos de IA.
Hassabis é o principal tema do documentário chamado "The Thinking Game", que estreou no Tribeca Festival de 2024, do mesmo cineasta de AlphaGo (2016).